# Carlos María Javier de la Torre
Carlos María Javier de la Torre (Quito, 15 novembre 1873 – Quito, 31 luglio 1968) è stato un cardinale e arcivescovo cattolico ecuadoriano.

## Biografia
Nacque a Quito il 15 novembre 1873.
Papa Pio XII lo elevò al rango di cardinale nel concistoro del 12 gennaio 1953, facendo di lui il primo porporato nativo dell'Ecuador.
Partecipò al conclave del 1958, che elesse papa Giovanni XXIII, ma non a quello del 1963, che elesse papa Paolo VI, per motivi di salute.
Morì il 31 luglio 1968 all'età di 94 anni e venne sepolto all’interno della cattedrale di Quito.

## Genealogia episcopale e successione apostolica
La genealogia episcopale è:
- Cardinale Scipione Rebiba
- Cardinale Giulio Antonio Santori
- Cardinale Girolamo Bernerio, O.P.
- Arcivescovo Galeazzo Sanvitale
- Cardinale Ludovico Ludovisi
- Cardinale Luigi Caetani
- Cardinale Ulderico Carpegna
- Cardinale Paluzzo Paluzzi Altieri degli Albertoni
- Papa Benedetto XIII
- Papa Benedetto XIV
- Papa Benedetto XIV
- Cardinale Giovanni Carlo Boschi
- Cardinale Bartolomeo Pacca
- Papa Gregorio XVI
- Cardinale Lodovico Altieri
- Arcivescovo José Ignacio Checa y Barba
- Arcivescovo Pedro Rafael González y Calixto
- Arcivescovo Federico González y Suárez
- Cardinale Carlos María Javier de la Torre

La successione apostolica è:
- Arcivescovo Cesar Antonio Mosquera Corral (1937)
- Vescovo Nicanor Roberto Aguirre Baus (1938)
- Vescovo Giorgio Rossi, C.S.I. (1938)
- Vescovo Silvio Luis Haro Alvear (1950)
- Arcivescovo Manuel de Jesús Serrano Abad (1954)
- Vescovo Juán Maria Riofrio, O.P. (1956)
- Vescovo Benigno Chiriboga, S.I. (1958)